# Gyeongbokgung
Gyeongbokgung (hangul: 경복궁; hanja: 景福宮), também conhecido como Palácio Gyeongbokgung ou Palácio Gyeongbok, é um palácio real localizado em Jongno-gu, ao norte de Seul, Coreia do Sul. Construído originalmente em 1395, mais tarde queimado e abandonado por quase três séculos e, em seguida, reconstruído em 1867. Era o principal e maior palácio entre os "Cinco Grandes Palácios" construídos pela Dinastia Joseon. O seu nome significa "Palácio" [Gung] "Grandemente Abençoado pelo Céu" [Gyeongbok].
No início do século XX, grande parte do palácio foi destruído pelo Império do Japão. Desde então, o complexo do palácio rodeado de muralhas foi gradualmente restaurado de volta a sua forma original.